# Kozijat rog
Kozijat rog es una película dramática búlgara, estrenada en 1972.

## Argumento
Situada en el siglo XVII, en Bulgaria, que en ese momento se hallaba dominada por los turcos. Una pareja con su pequeña hija viven en un poblado cerca de las montañas. El padre, pastor, sale un día con su rebaño. En su casa, un grupo de turcos entran y violan a su mujer, a la que luego matan en presencia de su hija. Al regresar y contemplar su desgracia, el padre se lleva a su hija a las montañas, donde la educará como un varón y planeará la venganza, para lo cual se valdrá de un cuerno de cabra afilado como arma.

## Reparto
- Katya Paskaleva
- Anton Gorchev
- Milen Penev
- Todor Kolev
- Kliment Denchev
- Stefan Mavrodiyev
- Nevena Andonova
- Marin Yanev